# Lisa the Greek
Lisa the Greek, llamado Lisa, la oráculo en España y Los pronósticos de Lisa en Hispanoamérica, es un capítulo perteneciente a la tercera temporada de la serie de animada Los Simpson, emitido originalmente el 23 de enero de 1992. El episodio fue escrito por Jay Kogen y Wallace Wolodarsky, y dirigido por Rich Moore.

## Sinopsis
Todo comienza cuando Lisa, trata de mostrarle una casa de muñecas hecha con una caja de zapatos a Homer mientras ve fútbol americano por televisión y es ignorada. Lisa habla con Marge, quien le sugiere pasar más tiempo con Homer, hablándose sobre sus intereses y gustos. Lisa decide ver los partidos de fútbol americano con su padre, y Homer acepta. Mientras tanto los Broncos de Denver pierden el partido y Homer pierde una apuesta. 
Luego de ser estafado por los pronósticos vía telefónica, Homer, desesperado, le dice a Lisa que le diga quién ganaría el siguiente partido. Lisa, por decir algo, elige a los Delfines de Miami por sobre los Bengalíes de Cincinnati. Homer, entonces, llama a la taberna de Moe (que era quien organizaba las apuestas) y juega cincuenta dólares a los Delfines. Al final, Miami gana, y Homer y Lisa festejan. Mientras tanto, Marge lleva a Bart a comprarle nueva ropa, bastante fea para el gusto del niño. 
Lisa se vuelve fanática de elegir ganadores para los partidos, ya que siempre acertaba. Homer, por su parte, declara los domingos como días de "padre e hija". Con el dinero que gana gracias a las apuestas, Homer comienza a comprar regalos caros para la familia y cenas costosas. Marge, un día, averigua de dónde obtiene su marido el dinero, pero Homer le dice que las apuestas no son realmente un juego malo. Unos días más tarde, Lisa se da cuenta de que Homer en realidad no quería pasar los domingos con ella, sólo la quería para pronosticar los resultados de los partidos. Triste, regala todas las muñecas y accesorios que Homer le había comprado con el nuevo dinero. 
Homer se da cuenta de que necesita arreglar las cosas con Lisa, pero ella está demasiado triste como para siquiera hablar con su padre. Luego, ante la pregunta de Homer, la niña hace una última predicción con respecto al juego del Super Bowl: si ella todavía amaba a Homer, ganarían los Pieles Rojas de Washington, equipo al que Homer insinuó como ganador cuando le preguntó el resultado del Super Bowl a Lisa; en cambio, si Lisa no lo amaba más provocando que su subconsciente diera como ganadores a Washington para que Homer perdiera su apuesta, los Bills de Búffalo serían en realidad los ganadores. Homer se vuelve muy ansioso con el resultado del juego ya que de ganar Washington significaría que la primera predicción de Lisa que le daba la razón a Homer sería sincera y significaría que lo amaba todavía. 
Homer mira el emotivo juego en la taberna de Moe, y se empieza a sentir mal al término del primer tiempo, ya que Buffalo iba ganando por 14-7. Finalmente, Washington se recupera para el segundo tiempo y logra dar vuelta el resultado del partido. Homer se pone feliz y Bart le dice a Lisa, orgulloso, que ella todavía amaba a Homer, en lo que la niña está de acuerdo. Homer cancela su cita con Barney para ir a jugar a los bolos, cambiándola por ir a escalar el Monte Springfield con Lisa.